# Roscoe H. Hillenkoetter

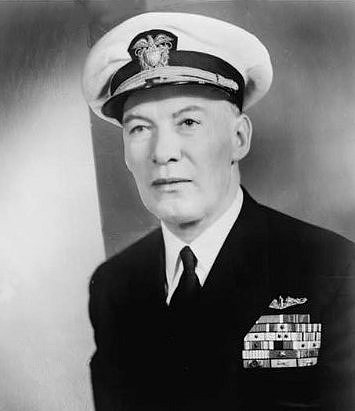
Roscoe H. Hillenkoetter (1957)

Roscoe Henry Hillenkoetter (* 8. Mai 1897 in St. Louis, Missouri; † 18. Juni 1982 in New York City) war ein US-amerikanischer Vizeadmiral und erster Direktor der Central Intelligence Agency (CIA) von 1947 bis 1950.

## Biografie
Hillenkoetter trat 1916 in die United States Navy und war Absolvent der United States Naval Academy. Unmittelbar danach trat er während des Ersten Weltkrieges 1918 seinen Dienst als Seekadett (Midshipman) auf der Minnesota in der Atlantikflotte an.
Später war er als Marineattaché an den Botschaften in Paris und Madrid sowie an der Gesandtschaft im Libanon tätig. 1940 wurde er während des Zweiten Weltkrieges als Marine- und Luftwaffenattaché wieder an die Botschaft nach Frankreich entsandt. Nachdem das Deutsche Reich Frankreich erobert und Frankreich im Juni 1940 kapituliert hatte, vertrat Hillenkoetter die US-Interessen bei der Vichy-Regierung. Anschließend wurde er im November 1941 zum Ersten Offizier auf dem Schlachtschiff West Virginia ernannt. Allerdings handelte es sich dabei nur um eine kurzzeitige Verwendung, da die West Virginia zu den vier Schlachtschiffen gehörte, die bei dem Angriff auf Pearl Harbor durch die japanische Flotte am 7. Dezember 1941 versenkt wurde. Hillenkoetter selbst wurde bei dem Angriff verletzt. Im Anschluss wurde er Offizier auf der Maryland, einem der Schiffe, die den Angriff überstanden. Auf diesem war als Leitender Nachrichtenoffizier im Stab von Admiral Chester Nimitz tätig und organisierte als solcher den militärischen Nachrichtendienst für den Vorstoß der US-Flotte unter Admiral Nimitz zur Rückeroberung des Pazifik von Japan.
Nach dem Zweiten Weltkrieg war er zunächst Kommandierender Offizier der Missouri. Am 29. November 1946 wurde er zum Konteradmiral befördert und am 30. April 1947 von US-Präsident Harry S. Truman zum Director of Central Intelligence ernannt und am 1. Mai 1947 vereidigt. Durch das Nationale Sicherheitsgesetz (National Security Act) vom 26. Juli 1947 wurde die Central Intelligence Agency (CIA) gegründet, die die bisherige Central Intelligence Group am 18. September 1947 ersetzt. Am 24. November 1947 wurde er durch Präsident Truman zum ersten Direktor der CIA ernannt und in dieser Funktion am 8. Dezember 1947 vom Senat der Vereinigten Staaten bestätigt. Hillenkoetter blieb bis zum 7. Oktober 1950 im Amt und wurde danach von Walter Bedell Smith abgelöst.
Unmittelbar darauf erbat er nach dem Ausbruch des Koreakrieges seinen Rückberufung in den aktiven Marinedienst und war Kommandeur einer Task Force bei der Landung bei Incheon. 1958 wurde er in den Ruhestand versetzt.
Später war er von Juli 1952 bis August 1956 Kommandeur des 3. Marinebezirks (3rd Naval District). Nach seiner Beförderung zum Vizeadmiral am 9. April 1956 war er von August 1956 bis zu seiner Versetzung in den Ruhestand 1958 Generalinspekteur der U.S. Navy (Inspector General of the Navy).